# Мастер Антоний Бургундский
Мастер Антоний Бургундский (нидерл. Meester van Antoon van Bourgondië; XV век) — фламандский художник-иллюминатор, работавший в Брюгге примерно с 1460 по 1490 год. Предположительно, он руководил большой мастерской и прославился как создатель одних из самых сложных работ последнего расцвета фламандской иллюминированной рукописи.
Впервые он был описан Винклером в 1921 году; имя мастера происходит от имени одного из его самых высокопоставленных покровителей, Антония Бургундского, незаконнорожденного сына бургундского герцога Филиппа Доброго, хотя он также работал на герцогов и других библиофилов из бургундских придворных кругов, которых искусствоведы уже назвали «мастерами». Вклад мастера в создание богато иллюстрированной четырёхтомной рукописи «Фруассар Луи Груутузского» (BnF Fr 2643-6) начала 1470-х годов, над которой работали несколько ведущих художников-иллюминатор того времени, показывает, что он превосходил некоторых известных личностей того времени, таких как Луазе Льеде. Молодой мастер Дрезденского молитвенника работал над этой книгой в качестве ассистента мастера Антония Бургундского, что позволяет предположить, что он был подмастерьем; ряд других анонимных мастеров были названы его учениками. Другие работы мастера находятся в библиотеках Парижа, Вроцлава, Филадельфии, Мюнхена, библиотеке Кембриджского университета и других местах.
Иногда мастер Антоний Бургундский рисовал, используя золото и серебро на чёрном фоне, как в Чёрном часослове Карла Смелого, который сейчас находятся в Вене. Именно из-за несколько спорной атрибуции этой книги и её дальнейшего отождествления с книгой, подаренной Карлу Смелому и, как известно, проиллюстрированной Филиппом де Мазероллем, французом, назначенным придворным иллюстратором Бургундии, он был предложен как идентичный де Мазероллу, который задокументирован между 1454—1479 годами.
Мастер или его круг также были связаны с первыми гравюрами, созданными для иллюстрации книги Боккаччо, напечатанной в Брюгге печатником Коларом Мансьоном примерно в 1476 году.